# 펠리피 산타나
펠리피 아우구스투 산타나(Felipe Augusto Santana, 1986년 3월 17일, 히우 클라루 ~)는 흔히 펠리페 산타나로 알려진 브라질의 축구 선수이며, 포지션은 센터백이다.

## 클럽 경력
산타나는 브라질 피게이렌시 FC의 선수였다.
2008-09 시즌, 산타나는 브라질에서 독일 분데스리가의 클럽 보루시아 도르트문트로 팀을 옮겼다. 2013년 4월 9일, 산타나는 2012-13 챔피언스리그 8강 2차전 말라가 CF와의 게임에서 경기종료직전 골을 넣으며 팀의 3-2 역전승에 기여했다.
산타나는 2013년 여름 FC 샬케 04로 이적하였다.
2015년 1월, 백업 수비수로써 전반기 내내 부진한 모습을 보인 산타나는 올림피아코스로 임대를 떠났다.

## 수상
보루시아 도르트문트
- 준우승 UEFA 챔피언스리그: 2012–13
- 우승 분데스리가: 2010-11, 2011-12
- 우승 DFB-포칼: 2011–12